# پروانه مستندات آزاد گنو
پروانهٔ مستندات آزاد گنو (به انگلیسی: GNU Free Document License به اختصار GFDL) نوعی پروانهٔ کپی‌لفت برای محتویات آزاد است که بنیاد نرم‌افزارهای آزاد آن را برای پروژه‌های گنو طراحی کرده‌است. این پروانه شبیه گنو جی‌پی‌ال است که همان حقوق تکثیر، پخش و تغییر اثر را به خوانندگان می‌دهد. تمام نسخه‌های تکثیرشده و مشتق‌های آن‌ها باید تحت همان پروانهٔ موجود باشند. امکان استفادهٔ تجاری از نسخه‌های تکثیرشده وجود دارد، اما اگر در تعداد بالا تکثیر شود (بیشتر از ۱۰۰) آنگاه سند یا مبدأ کد اصلی باید در دسترس دریافت‌کنندهٔ اثر قرار گیرد.
این پروانه برای راهنماها و دستورالعمل‌ها،کتاب‌ها و مراجع و مطالب آموزشی که معمولاً با نرم‌افزارهای جی‌پی‌ال همراه می‌شوند،طراحی شد.با این وجود امکان استفاده از آن در هر نوع اثر متنی،بدون در نظر گرفتن موضوع آن،وجود دارد. در گذشته دانشنامهٔ همه‌منظورهٔ ویکی‌پدیا از این پروانه برای تمامی متن‌های خود استفاده می‌کرده‌است.

## بخش‌های جانبی
این اجازه‌نامه به‌طور واضح هر گونه سند را از «بخش‌های جانبی»، که امکان یکپارچه‌سازی آن با سند وجود ندارد و به شکل ضمیمه و جلد همراه آن می‌آید، جدا می‌سازد. بخش‌های جانبی می‌تواند شامل اطلاعاتی در مورد ارتباط پدیدآورنده یا منتشرکنندهٔ با موضوع باشد، ولی نمی‌تواند در برگیرندهٔ بخشی از خود موضوع باشد. با وجود این که سند به‌طور کامل قابل ویرایش است و لازم است با اجازه‌نامه‌ای منطبق با جی‌پی‌ال منتشر شود، محدودیت‌هایی در بعضی بخش‌های جانبی تعریف شده‌است که یادکرد مناسب پدیدآورندگان قبلی را تضمین می‌کند.
به‌ویژه باید از پدیدآورندگان نسخه‌های اولیه قدردانی شود و «بخش‌های جانبی» ای که پدیدآورندهٔ اصلی مشخص کرده‌است، قابل تغییر نیست. اگر مطالب تغییر یابد، عنوان آن نیز باید تغییر پیدا کند (مگر اینکه پدیدآورندهٔ اصلی اجازهٔ نگاه داشتن عنوان را بدهد).

## تاریخچه
اف‌دی‌ال برای دریافت نظرات و عکس‌العمل‌ها در سال ۱۹۹۹ منتشر شد. بعد از چند تجدید نسخه، نسخهٔ ۱٫۱ آن در مارس ۲۰۰۰ و نسخهٔ ۱٫۲ آن در نوامبر ۲۰۰۲ و سرانجام نسخهٔ ۱٫۳ در نوامبر سال ۲۰۰۸ منتشر شد.

## دیگر پروانه‌های محتویات آزاد
- کرییتیو کامانز